# آخرین سفر
آخرین سفر (انگلیسی: The Last Journey) فیلمی در ژانر درام و جنایی به کارگردانی برنارد وورهاوس است که در سال ۱۹۳۶ منتشر شد. از بازیگران آن می‌توان به گادفری تیرله، هیو ویلیامز و جودی گان اشاره کرد.